# Proud Like a God
Albums de Guano Apes
Don't Give Me Names
(2000)
Singles
1. Open Your Eyes
Sortie : 25 août 1997
2. Rain
Sortie : 15 janvier 1998
3. Lord of the Boards
Sortie : 15 juillet 1998
4. Lose Yourself
Sortie : 2017

Proud Like a God est le premier album du groupe allemand Guano Apes. Il est sorti le 6 octobre 1997 sur le label BMG/Supersonic et a été produit par Wolfgang Stach.

## Historique
Après la victoire au concours "Local Heroes" avec la chanson Open your Eyes, le groupe signa avec le label subsidiaire de BMG Entertainement, Gun Records et entra dans les studios Horus de Hanovre pour enregistrer cet album.
Leurs plus grands succès Open Your Eyes et Lord of the Boards tous deux certifié disque d'or en Allemagne en sont extraits.
L'album se classa à la 5e place des charts en Allemagne où il sera certifié disque de platine pour plus de 500 000 albums vendus.
L'album sera réédité en 2017 pour le vingtième anniversaire de sa sortie. Un compact disc bonus sera ajouté à la version originale remixée.

## Liste des titres

### Album original
Toutes les chansons sont écrites et composées par Guano Apes.
| 1.    | Open Your Eyes                     | 3:09 |
| 2.    | Maria                              | 3:47 |
| 3.    | Rain                               | 4:35 |
| 4.    | Lords of the Boards                | 3:42 |
| 5.    | Crossing the Deadline              | 3:25 |
| 6.    | We Use the Pain                    | 2:32 |
| 7.    | Never Born                         | 5:17 |
| 8.    | Wash It Down                       | 3:06 |
| 9.    | Scapegoat                          | 3:22 |
| 10.   | Get Busy                           | 3:25 |
| 11.   | Suzie                              | 2:53 |
| 12.   | Tribute                            | 9:14 |
| 13.   | Move a Little Closer (titre caché) | 2:50 |
| 51:45 |                                    |      |

### Proud Like a God XX20th Anniversary Deluxe Edition
| Disc 1 | Disc 1                           | Disc 1 | Disc 1 | Disc 1 | Disc 1 | Disc 1 | Disc 1 | Disc 1 | Disc 1 |
| No     | Titre                            | Durée  |        |        |        |        |        |        |        |
| ------ | -------------------------------- | ------ | ------ | ------ | ------ | ------ | ------ | ------ | ------ |
| 1.     | Open Your Eyes (2017 mix)        | 3:09   |        |        |        |        |        |        |        |
| 2.     | Maria (2017 mix)                 | 3:43   |        |        |        |        |        |        |        |
| 3.     | Rain (2017 mix)                  | 4:36   |        |        |        |        |        |        |        |
| 4.     | Lords of the Boards (Remastered) | 3:43   |        |        |        |        |        |        |        |
| 5.     | Crossing the Deadline (2017 mix) | 3:24   |        |        |        |        |        |        |        |
| 6.     | We Use the Pain (2017 mix)       | 2:30   |        |        |        |        |        |        |        |
| 7.     | Never Born (2017 mix)            | 5:18   |        |        |        |        |        |        |        |
| 8.     | Wash It Down (2017 mix)          | 3:05   |        |        |        |        |        |        |        |
| 9.     | Get Busy (2017 mix)              | 3:27   |        |        |        |        |        |        |        |
| 10.    | Suzie (2017 mix)                 | 2:53   |        |        |        |        |        |        |        |
| 11.    | Score (2017 mix)                 | 2:30   |        |        |        |        |        |        |        |
| 38:23  |                                  |        |        |        |        |        |        |        |        |

| Disc 2 | Disc 2                                                           | Disc 2 | Disc 2 | Disc 2 | Disc 2 | Disc 2 | Disc 2 | Disc 2 | Disc 2 |
| No     | Titre                                                            | Durée  |        |        |        |        |        |        |        |
| ------ | ---------------------------------------------------------------- | ------ | ------ | ------ | ------ | ------ | ------ | ------ | ------ |
| 1.     | Open Your Eyes (2017 version; featuring Danko Jones)             | 3:04   |        |        |        |        |        |        |        |
| 2.     | Lose Yourself (reprise d' Eminem)                                | 2:50   |        |        |        |        |        |        |        |
| 3.     | Rain (2017 version)                                              | 4:29   |        |        |        |        |        |        |        |
| 4.     | Crossing the Deadline (2017 version)                             | 2:35   |        |        |        |        |        |        |        |
| 5.     | This Is Not America (reprise de Pat Metheny Group & David Bowie) | 2:41   |        |        |        |        |        |        |        |
| 6.     | Never Born (2017 version)                                        | 2:56   |        |        |        |        |        |        |        |
| 7.     | Precious (reprise de Depeche Mode)                               | 3:47   |        |        |        |        |        |        |        |
| 8.     | Suzie (2017 version)                                             | 2:40   |        |        |        |        |        |        |        |
| 9.     | Get Busy (2017 version)                                          | 3:11   |        |        |        |        |        |        |        |
| 28:20  |                                                                  |        |        |        |        |        |        |        |        |

## Musiciens
- Sandra Nasić: chant
- Henning Rümenapp: guitares
- Stefan Ude: basse
- Dennis Poschwatta: batterie

avec
- Afam: scratches
- Smoke: violoncelle
- Geo Schaller: claviers, programmation
- Michael Wolpers: percussion

## Charts et certifications
| Pays                     | Durée du classement | Meilleur classement |
| ------------------------ | ------------------- | ------------------- |
| Allemagne                | 76 semaines         | 5e                  |
| Autriche                 | 36 semaines         | 5e                  |
| Belgique (Flandre)       | 34 semaines         | 13e                 |
| États-Unis (Heatseekers) | 10 semaines         | 27e                 |
| Pays-Bas                 | 42 semaines         | 27e                 |
| Suisse                   | 33 semaines         | 13e                 |

| Pays      | Certification | Ventes    | Date       |
| --------- | ------------- | --------- | ---------- |
| Allemagne | Platine       | 500 000 + | 1999       |
| Autriche  | Or            | 25 000 +  | 14/12/1998 |
| Pologne   | Or            | 50 000 +  | 22/09/1999 |
| Suisse    | Platine       | 50 000 +  | 2001       |

### Singles
Charts singles
| Année | Titre               | Charts | Charts | Charts | Charts | Charts  | Charts      | Charts |
| Année | Titre               | GER    | AUT    | SWI    | NL     | (V) BEL | Mains. rock |        |
| ----- | ------------------- | ------ | ------ | ------ | ------ | ------- | ----------- | ------ |
| 1997  | Open Your Eyes      | 5      | 10     | 11     | 19     | 14      | 24          |        |
| 1998  | Rain                | 76     | —      | —      | —      | —       | —           |        |
| 1998  | Lords of the Boards | 10     | 10     | 34     | 80     | 11      | —           |        |

Certifications singles
| Pays      | titre              | Certification | Ventes    | Date |
| --------- | ------------------ | ------------- | --------- | ---- |
| Allemagne | Open your Eyes     | Or            | 250 000 + | 1999 |
| Allemagne | Lord of the Boards | Or            | 250 000 + | 1999 |